# Plan-de-Cuques
Plan-de-Cuques é uma comuna francesa na região administrativa da Provença-Alpes-Costa Azul, no departamento de Bouches-du-Rhône. Estende-se por uma área de 8,52 km². Em 2010 a comuna tinha 11 581 habitantes (densidade: 1 359,3 hab./km²).